# Citroën C4 Picasso
Citroën C4 Picasso – samochód osobowy typu minivan klasy kompaktowej produkowany pod francuską marką Citroën w latach 2006 − 2018 oraz jako Citroën C4 SpaceTourer w latach 2018 − 2022.

## Pierwsza generacja
Citroën C4 Picasso I produkowany był w latach 2006 - 2013.

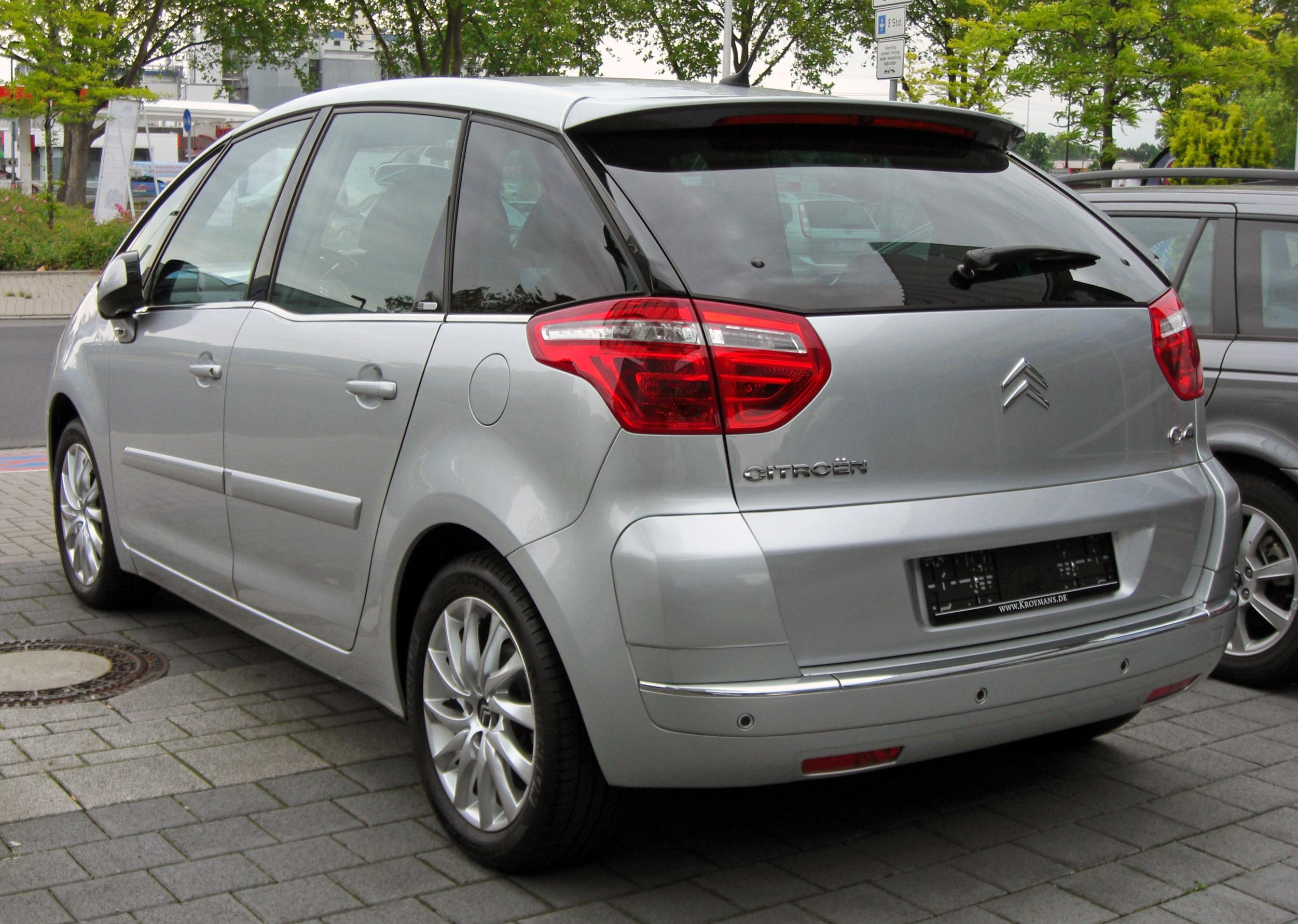
Citroën C4 Picasso I - tył

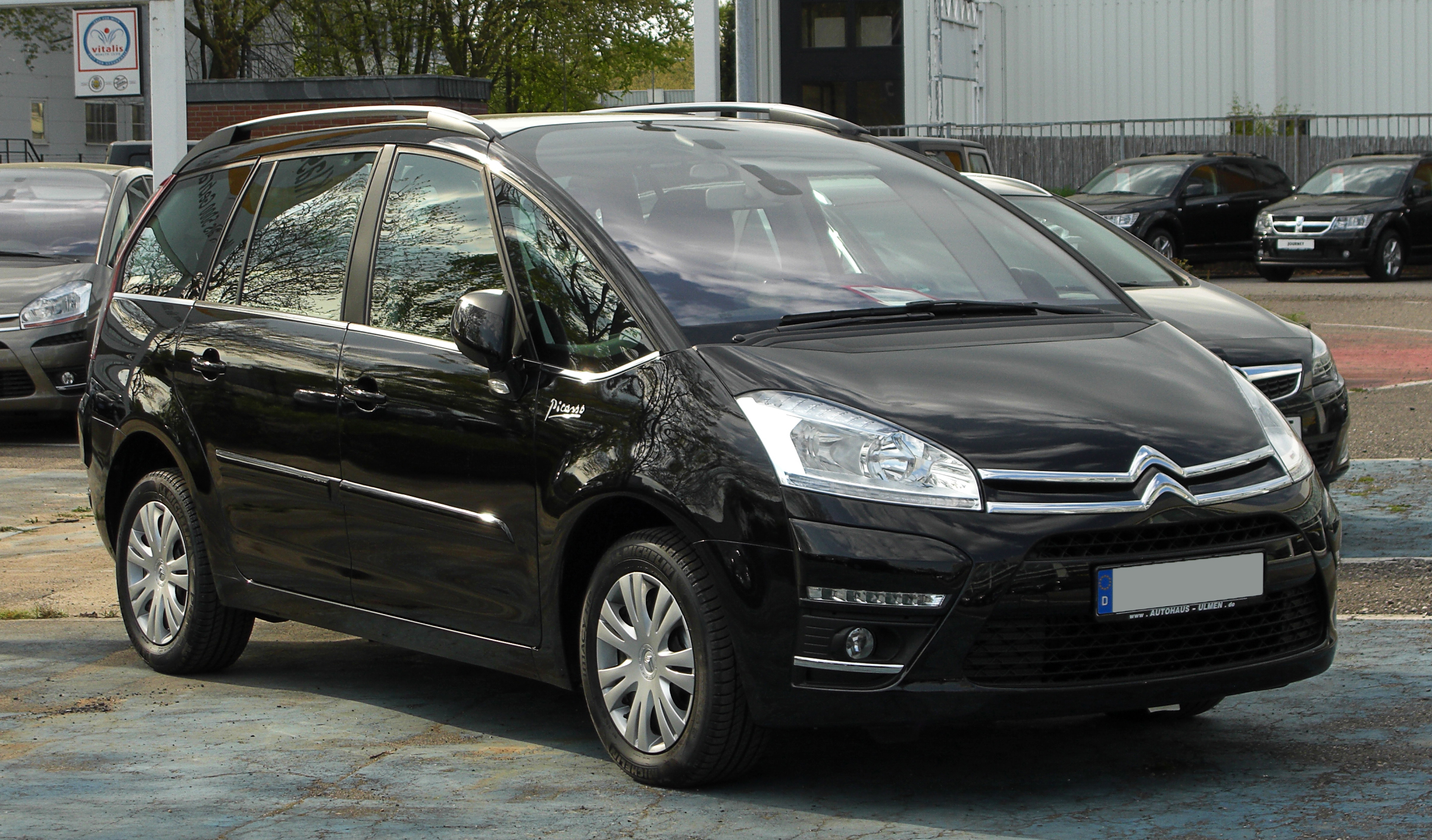
Citroën Grand C4 Picasso I po liftingu

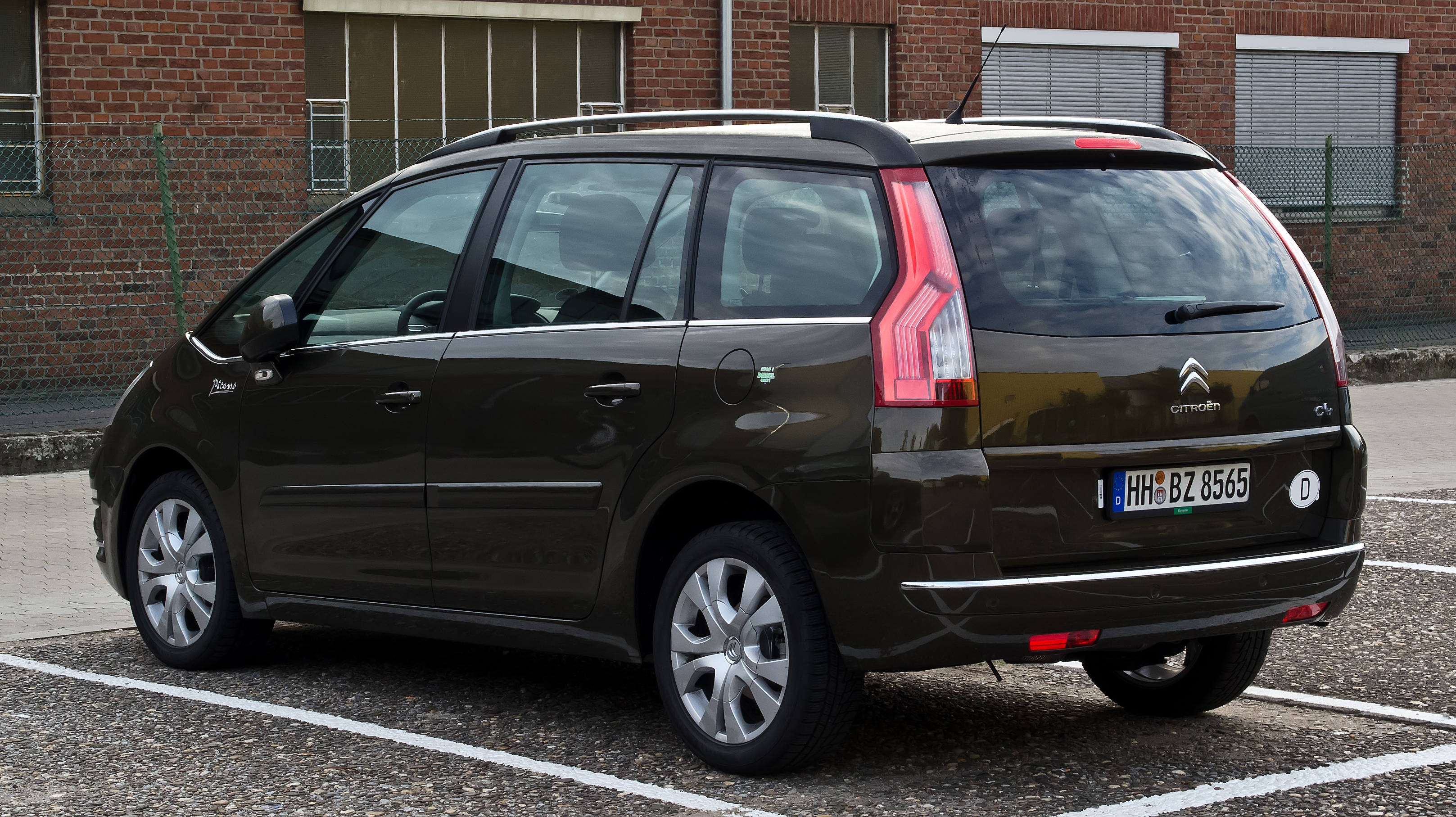
Citroën Grand C4 Picasso I - tył po liftingu

W plebiscycie na Europejski Samochód Roku 2007 zajął 3. pozycję (za Fordem S-MAX i Oplem Corsą D).

### Dane techniczne
| Wersja                | Silnik:                          | Układ zasilania:   | Średnica × skok tłoka: | St. sprężania:     | Moc maksymalna:                    | Maks. moment obrotowy              | 0–100 km/h:        | V-max:             |
| Silniki benzynowe:    | Silniki benzynowe:               | Silniki benzynowe: | Silniki benzynowe:     | Silniki benzynowe: | Silniki benzynowe:                 | Silniki benzynowe:                 | Silniki benzynowe: | Silniki benzynowe: |
| --------------------- | -------------------------------- | ------------------ | ---------------------- | ------------------ | ---------------------------------- | ---------------------------------- | ------------------ | ------------------ |
| 1.6 VTi               | R4 1,6 l (1598 cm³), DOHC        | wtrysk             | 77,00 mm × 85,80 mm    | 11:1               | 120 KM (88 kW) przy 6000 obr./min  | 160 Nm przy 4250 obr./min          | 12,1 s             | 186 km/h           |
| 1.6 THP Auto          | R4 1,6 l (1598 cm³), DOHC, turbo | wtrysk             | 77,00 mm × 85,80 mm    | 10,5:1             | 140 KM (103 kW) przy 6000 obr./min | 240 Nm przy 1400 obr./min          | 13,1 s             | 190 km/h           |
| 1.6 THP 150           | R4 1,6 l (1598 cm³), DOHC, turbo | wtrysk             | 77,00 mm × 85,80 mm    | 10,5:1             | 150 KM (110 kW) przy 5800 obr./min | 240 Nm przy 1400 obr./min          | 11,0 s             | 200 km/h           |
| 2012 1.6 THP 155      | R4 1,6 l (1598 cm³), DOHC, turbo | wtrysk             | 77,00 mm × 85,80 mm    | 10,5:1             | 156 KM (115 kW) przy 6000 obr./min | 240 Nm przy 1400 obr./min          | 10,9 s             | 204 km/h           |
| 2012 1.6 THP 155 EGS6 | R4 1,6 l (1598 cm³), DOHC, turbo | wtrysk             | 77,00 mm × 85,80 mm    | 10,5:1             | 156 KM (115 kW) przy 6000 obr./min | 240 Nm przy 1400 obr./min          | 10,4 s             | 204 km/h           |
| 1.8i 16v              | R4 1,7 l (1749 cm³), DOHC        | wtrysk             | 83,00 mm × 81,00 mm    | 11,0:1             | 125 KM (92 kW) przy 6000 obr./min  | 170 Nm przy 3750 obr./min          | 11,7 s             | 185 km/h           |
| 2.0i 16v              | R4 2,0 l (1997 cm³), DOHC        | wtrysk             | 85,00 mm × 88,00 mm    | 10,8:1             | 140 KM (103 kW) przy 6000 obr./min | 200 Nm przy 4000 obr./min          | 11,3 s             | 195 km/h           |
| Silniki wysokoprężne: |                                  |                    |                        |                    |                                    |                                    |                    |                    |
| 1.6 HDi 110 FAP       | R4 1,6 l (1560 cm³), DOHC, turbo | wtrysk common rail | 75,00 mm × 88,30 mm    | 18,0:1             | 109 KM (80 kW) przy 4000 obr./min  | 240 Nm przy 1750 obr./min          | 12,5 s             | 180 km/h           |
| 2012 1.6 HDi 110      | R4 1,6 l (1560 cm³), DOHC, turbo | wtrysk common rail | 75,00 mm × 88,30 mm    | 18,0:1             | 112 KM (82 kW) przy 3600 obr./min  | 270 Nm przy 1750 obr./min          | 12,8 s             | 181 km/h           |
| 2012 1.6 HDi 110 EGS6 | R4 1,6 l (1560 cm³), DOHC, turbo | wtrysk common rail | 75,00 mm × 88,30 mm    | 18,0:1             | 112 KM (82 kW) przy 3600 obr./min  | 270 Nm przy 1750 obr./min          | 13,3 s             | 182 km/h           |
| 2.0 HDi 135 EGS6      | R4 2,0 l (1997 cm³), DOHC, turbo | wtrysk common rail | 85,00 mm × 88,00 mm    | 17,6:1             | 136 KM (100 kW) przy 4000 obr./min | 270 Nm przy 2000 obr./min          | 12,4 s             | 195 km/h           |
| 2.0 HDi 135           | R4 2,0 l (1997 cm³), DOHC, turbo | wtrysk common rail | 85,00 mm × 88,00 mm    | 17,6:1             | 136 KM (100 kW) przy 4000 obr./min | 320 Nm (340 Nm) przy 2000 obr./min | 12,4 s             | 190 km/h           |
| 2012 2.0 HDi 150      | R4 2,0 l (1997 cm³), DOHC, turbo | wtrysk common rail | 85,00 mm × 88,00 mm    | 18,0:1             | 150 KM (110 kW) przy 3750 obr./min | 340 Nm przy 2000 obr./min          | 10,2 s             | 195 km/h           |
| 2012 2.0 HDi 150 EGS6 | R4 2,0 l (1997 cm³), DOHC, turbo | wtrysk common rail | 85,00 mm × 88,00 mm    | 18,0:1             | 150 KM (110 kW) przy 3750 obr./min | 300 Nm przy 1750 obr./min          | 10,2 s             | 195 km/h           |
| 2012 2.0 HDi 163 AT   | R4 2,0 l (1997 cm³), DOHC, turbo | wtrysk common rail | 85,00 mm × 88,00 mm    | 18,0:1             | 163 KM (120 kW) przy 3750 obr./min | 340 Nm przy 2000 obr./min          | 10,7 s             | 190 km/h           |

## Druga generacja

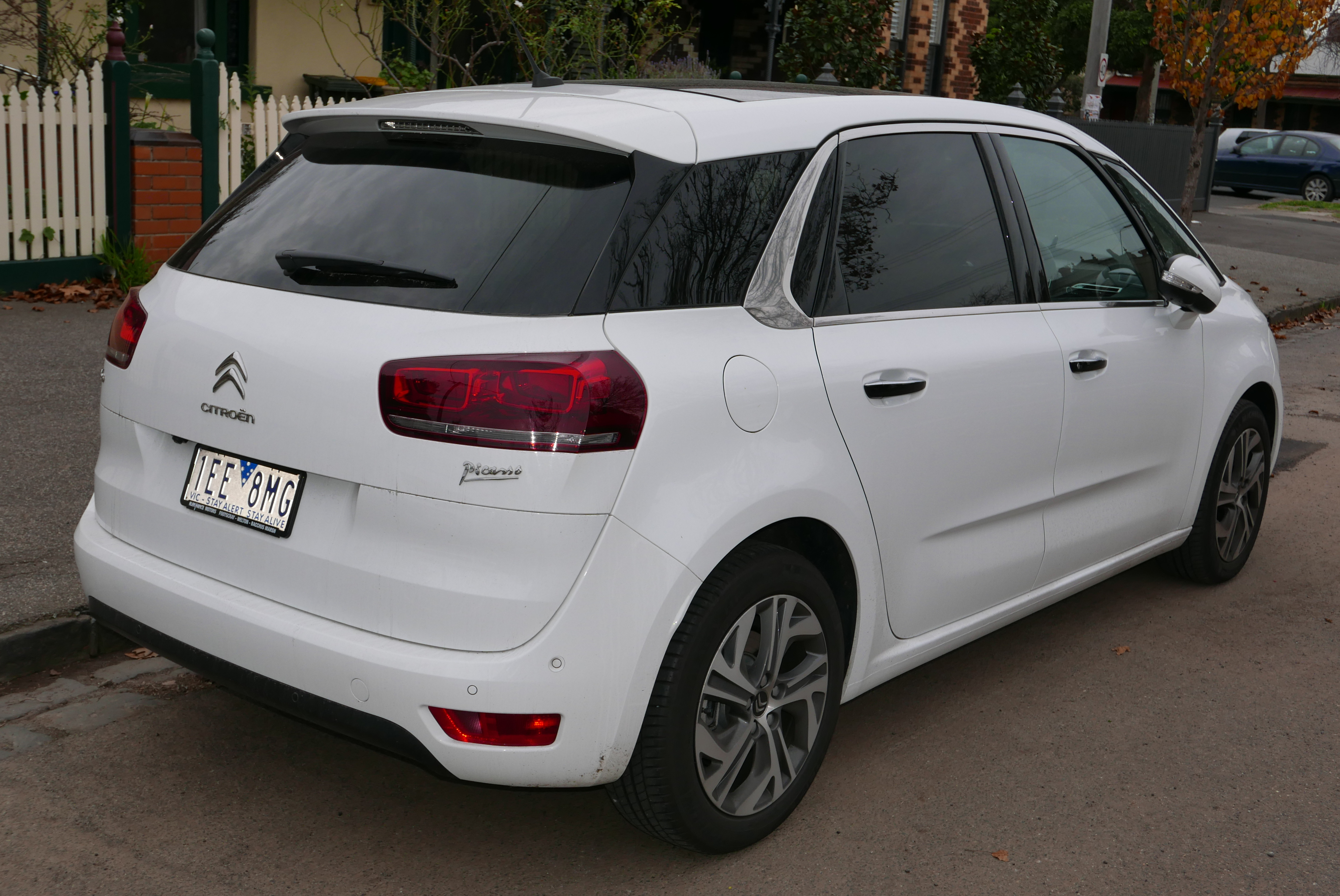
Citroen C4 Picasso II przed liftingiem - tył

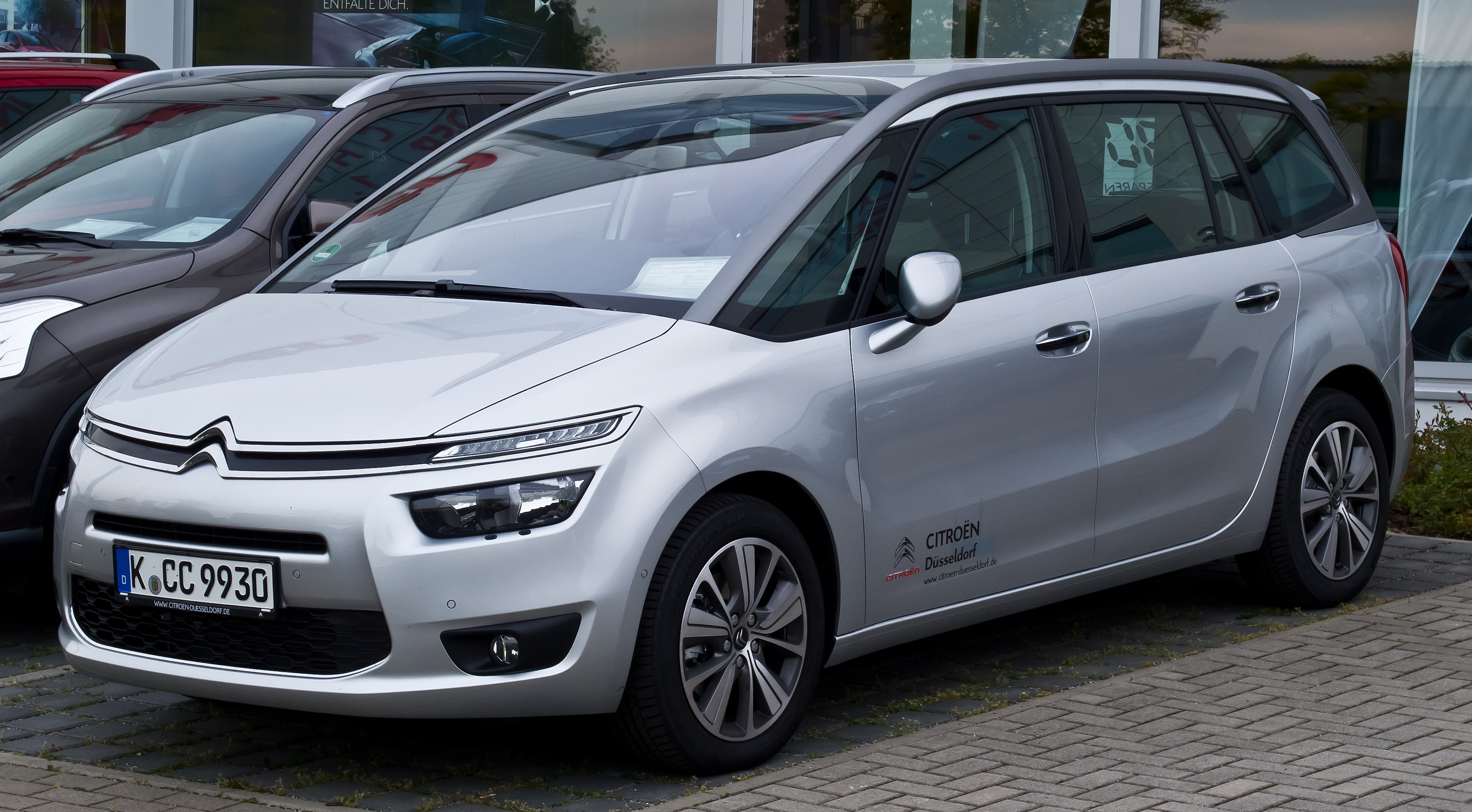
Citroën Grand C4 Picasso II

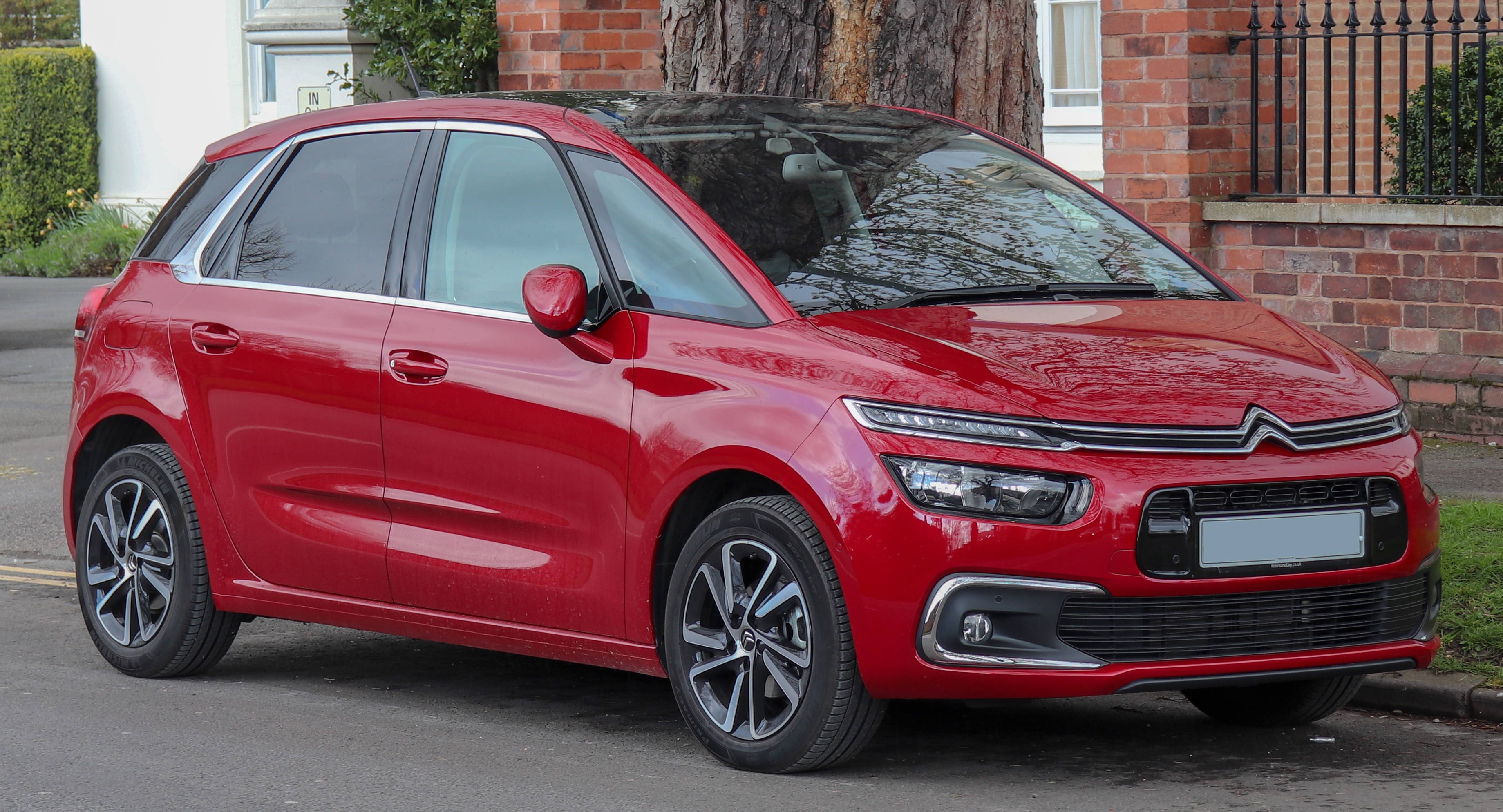
Citroën C4 SpaceTourer po liftingu

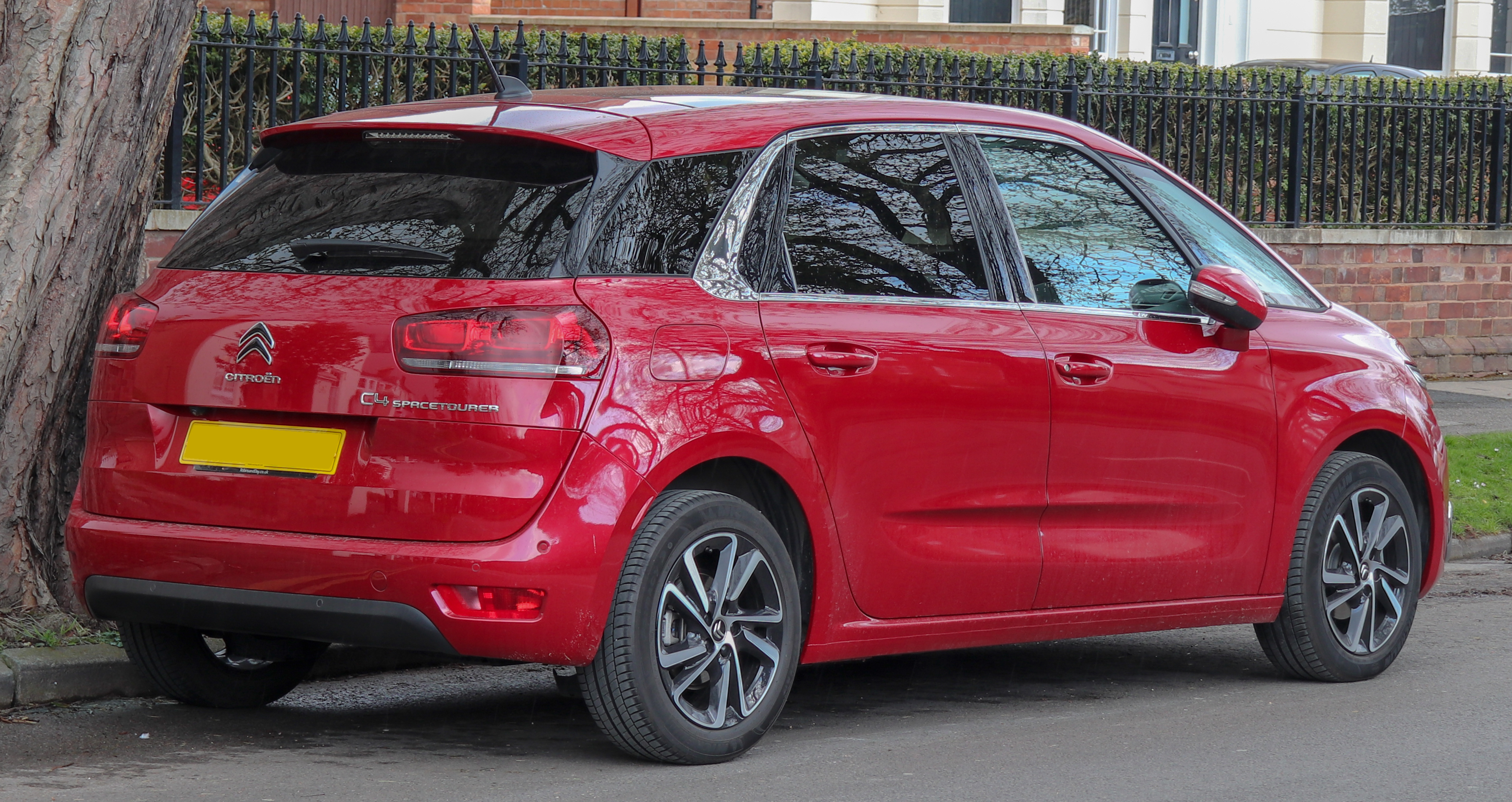
Citroën C4 SpaceTourer po liftingu - tył

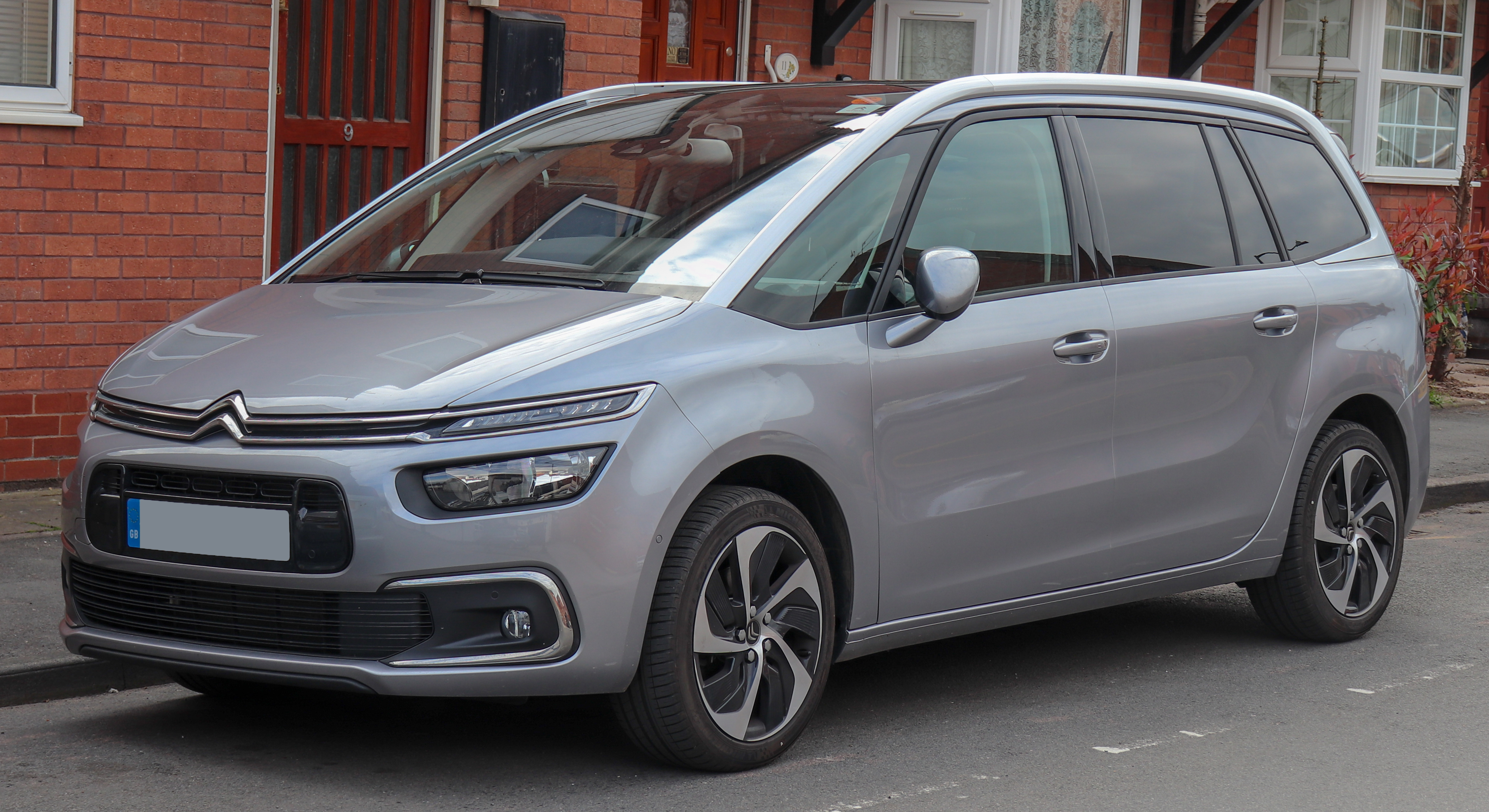
Citroën Grand C4 SpaceTourer

Citroën C4 Picasso II został zaprezentowany podczas targów motoryzacyjnych w Genewie w 2013 roku..
Pojazd poprzedził prototyp pod nazwą Citroën Technospace. Samochód zbudowano na płycie podłogowej EMP2, jest o 4 cm krótszy od poprzednika, ale ma zwiększony rozstaw osi. Pojazd otrzymał maksymalną notę pięciu gwiazdek w teście zderzeniowym Euro NCAP.
Niedługo po premierze drugiej generacji C4 Picasso, zaprezentowano wersję siedmioosobową – C4 Grand Picasso. Samochód również zbudowano na platformie EMP2, długość samochodu zachowano bez zmian, jednak o 11 cm skrócono przedni zwis, zwiększając o tyle samo rozstaw osi. Dzięki tym zmianom pasażerowie mają znacznie więcej miejsca w kabinie. C4 Grand Picasso II jest również znacznie lżejsze od poprzednika, dzięki czemu ma zużywać mniej paliwa.
W 2016 roku przeprowadzono lifting.

### Zmiana nazwy
W lutym 2018 roku francuski producent ogłosił, że od wiosny tego roku samochód zmieni nazwę na Citroën C4 SpaceTourer. Oznacza to, że po 19 latach i 4 modelach sygnowanych tą nazwą marka oficjalnie i definitywnie rezygnuje z sygnowania swoich minivanów nazwą Picasso. Przez ten okres producent regularnie płacił rodzinie Pablo Picasso za prawa do wykorzystania jego nazwiska. Przez kolejny rok seria SpaceTourer składała się zatem z 3 modeli: C4, Grand C4 i dużego vana SpaceTourer.

### Koniec produkcji
W maju 2019 roku Citroën ogłosił zakończenie produkcji krótszej odmiany C4 SpaceTourer z powodu stale spadającego popytu na rzecz samochodów typu crossover i SUV. Odmiana Grand pozostała w dalszej produkcji przez kolejne 2 lata, również znikając ostatecznie z rynku we wrześniu 2021 roku. Rolę dużych rodzinnych samochodów w ofercie w ten sposób przejęły modele C5 Aircross i C5X.

### Wersje wyposażeniowe
- Attraction
- Seduction
- More Life
- Intensive
- Exclusive
- C Series - wersja specjalna[18]

Standardowe wyposażenie pojazdu obejmuje m.in. 7-calowy ekran dotykowy, 12-calowy wyświetlacz na środku deski rozdzielczej, klimatyzację manualną dwustrefową czy system wspomagania ruszania pod górę. Opcjonalnie pojazd wyposażyć można w kamerę cofania, system kamer 360°, system zapobiegający niezamierzonemu zjazdowi z pasa, aktywny tempomat czy fotele z funkcją masażu oraz światła ksenonowe.